# Анибал Пас
Анибал Пас (на испански: Aníbal Paz) е уругвайски футболист, вратар и треньор.

## Кариера
Започва кариерата си в Ливърпул от Монтевидео през 1933 г. на 15-годишна възраст. През 1937 г. преминава в Бела Виста и след това за първи път получава повиквателна за националния отбор на Уругвай, но Анибал дебютира в първия отбор през 1940 г., когато е играч на Насионал Монтевидео, в който преминава през 1939 г. В първото суперкласико срещу Пенярол успява да запази мрежата си суха – Насионал печели с 2:0. Общо Анибал Пас изиграва 471 мача за Насионал, което все още е клубен рекорд. Последният мач е срещу Данубио на 14 ноември 1953 г.
През 1950 г. Анибал Пас става световен шампион в Бразилия. На турнира отива като резерва на Роке Масполи, но той успява да изиграе 1 от 4 мача – защитава вратата в мача срещу Швеция (2:2). След като спечелва Световното първенство, Пас се оттегля от националния отбор.
След прекратяване на кариерата си, работи като треньор в Насионал. Умира на 21 март 2013 г.

## Отличия

### Отборни
Насионал Монтевидео
- Примера дивисион де Уругвай: 1939, 1940, 1941, 1942, 1943, 1946, 1947, 1950, 1952

### Международни
Уругвай
- Световно първенство по футбол: 1950
- Копа Америка: 1942